# الکساندر پوش
الکساندر پوش (آلمانی: Alexander Pusch؛ زادهٔ ۱۵ مهٔ ۱۹۵۵) شمشیرباز اهل آلمان بود.
وی همچنین برندهٔ جوایزی همچون برگ بوی نقره‌ای شده‌است.
وی در مسابقات کشوری و بین‌المللی در مجموع برندهٔ ۲ مدال طلا، ۲ مدال نقره شده‌است.